# Liam Davies
Liam James Davies (* 28. Juni 2006) ist ein walisischer Snookerspieler aus Tredegar. 2022 gewann er als erster Spieler in einem Jahr die Juniorenweltmeisterschaften in allen drei Altersklassen U16, U18 und U21. 2024 qualifizierte er sich als U21-Europameister für die Profitour.

## Karriere

### Jugend und erste Anläufe für eine Profikarriere
Liam Davies begann das Snookerspielen mit 6 Jahren. Sein Talent zeigte sich sehr früh, er spielte im Snookerclub in Tredegar, der 2010 vom dreifachen Weltmeister Mark Williams übernommen worden war, und bekam schon in den Kindheitsjahren Training von Profi Lee Walker. Später gründete die Familie den Scala Snooker Club in Merthyr Tydfil. Mit 8 Jahren vertrat Davies, der eine Hörbeeinträchtigung hat, als jüngster Spieler Wales bei der Celtic Challenge und mit nur 10 Jahren nahm er erstmals an der U18-Weltmeisterschaft teil. 2018 kam er dort erstmals in der Hauptrunde unter die letzten 32. Daraufhin bekam er eine Wildcard für das Snooker Shoot-Out. Mit 12 Jahren war er der bislang jüngste Teilnehmer an einem Ranglistenturnier der Profitour.
2019 gewann er auf nationaler Ebene bis zur U18 alle Jugendtitel und unterlag in der walisischen U21-Meisterschaft erst im Finale Tyler Rees. Im Jahr darauf konnte er die drei zuvor gewonnenen Titel verteidigen, im Kampf um den U21-Titel unterlag er diesmal im Endspiel Dylan Emery. Im dritten Anlauf holte er sich 2022 den höchsten Juniorentitel und bei seiner ersten Teilnahme an der Seniorenmeisterschaft erreichte er das Finale, das er mit 2:8 gegen Altmeister Darren Morgan verlor. 2023 verteidigte er seinen U21-Titel.
Ab 2019 spielte Davies auch direkt um die Qualifikation für die Profitour. Er nahm an der Challenge Tour 2019/20 teil, ihm gelangen aber in 10 Turnieren insgesamt nur 2 Siege. Beim WSF Junior Open 2020 kam er unter die letzten 32 und im Jahr darauf bereits bis ins Halbfinale. Bei der Q-Tour 2021/22 (Nachfolger der Challenge Tour) erreichte er in zwei der vier Turniere das Viertelfinale und qualifizierte sich für das Play-off. Dort kam er unter die letzten 4. Während der Saison durfte er auf Einladung an drei Profiturnieren teilnehmen: dem Shoot-Out, den Welsh Open und der Weltmeisterschaft. Bei der WM gewann er gegen Aaron Hill und Fergal O’Brien und war mit 15 Jahren und 277 Tagen der jüngste Gewinner einer WM-Qualifikationspartie. 2022/23 spielte er erneut auf der Q-Tour und kam zweimal sogar bis ins Halbfinale, im Play-off verlor er aber im Viertelfinale knapp gegen Florian Nüßle. 2023/24 gewann er das erste Turnier und stand im zweiten Turnier im Endspiel. In der Gesamtwertung wurde er Zweiter und im Play-off marschierte er durch bis ins Finale. Er verpasste aber wieder die Profiqualifikation durch eine knappe 9:10-Niederlage nach 9:7-Führung gegen Landsmann und Ex-Profi Duane Jones. Erneut nahm Davies, der auch Trainingspartner von Mark Williams und Jackson Page ist, in diesem Spieljahr als Ergänzungsspieler an Profiturnieren teil. Besonders erfolgreich war er beim Shoot-Out, wo er mit Siegen über Lü Haotian, Louis Heathcote und Dylan Emery bis ins Achtelfinale kam.

### Jugendtitel und Tourqualifikation
2022 und 2023 war er national und international der mit Abstand erfolgreichste Jugendspieler. Er gewann 2022 die U18-Europameisterschaft und wurde als erster Spieler überhaupt Weltmeister in den drei Altersklassen U16, U18 und U21. Ausgerechnet bei der U21-Europameisterschaft, der einzigen Qualifikationsmöglichkeit für die Profitour, schied er vorzeitig gegen Iulian Boiko aus. Im Jahr darauf verteidigte er als erster Spieler seinen U21-Weltmeistertitel und gewann den vereinigten U16/U18-Titel. Bei der U18-Europameisterschaft trat er nicht mehr an, aber bei der U21-EM spielte er in den folgenden beiden Jahren. Während er 2023 erneut vorzeitig scheiterte, kam er 2024 ins Finale. Mit einem 5:3 über Antoni Kowalski holte er auch diesen Titel und gewann mit 17 Jahren gleichzeitig die Startberechtigung für die Profispielzeiten 2024/25 und 2025/26.
Bereits in seinem ersten Turnier, der Championship League, gelang dem Waliser der erste Sieg mit 3:1 gegen Marco Fu. Bei den British Open schlug er mit Barry Hawkins erstmals einen Spieler aus den Top 20 und erreichte nach einem 4:0 über Anton Kazakov die Runde der Letzten 32. Beim Shoot-Out schlug er in einem Ein-Frame-Match den Ranglistenelften Gary Wilson und kam erneut in Runde 3, ebenso wie später bei den Welsh Open. Bei zwei großen Turnieren, der UK Championship und der Weltmeisterschaft, erreichte er immerhin Runde 2. Damit machte er keine großen Schritte in der Weltrangliste, verschaffte sich aber eine gute Ausgangsposition für sein zweites Jahr.

## Erfolge
Juniorenturniere:
- Weltmeisterschaften
  - U21-Weltmeisterschaft: 2022, 2023
  - U18-Weltmeisterschaft: 2022
  - U17-Weltmeisterschaft: 2023
  - U16-Weltmeisterschaft: 2022
- Europameisterschaften
  - U21-Europameisterschaft: 2024
  - U18-Europameisterschaft: 2022
- Nationale Meisterschaften
  - Walisischer U21-Meister: 2022, 2023
  - Walisischer U18-Meister: 2019, 2020, 2022
  - Walisischer U16-Meister: 2019, 2020
  - Walisischer U14-Meister: 2019, 2020